# Сахарова, Татьяна Анатольевна
Татьяна Анатольевна Сахарова (девичья фамилия Мирная; 16 июня 1973, Донецк — 4 июня 2025) — российский политический деятель, сенатор Российской Федерации от Мурманской областной думы с 2021 года. Занимала пост заместителя председателя комитета по аграрно-продовольственной политике и природопользованию. Член партии «Единая Россия». Из-за поддержки нарушения территориальной целостности Украины во время российско-украинской войны находилась под персональными международными санкциями Евросоюза, США, Великобритании и ряда других стран.

## Биография
Татьяна Мирная родилась 16 июня 1973 года в Донецке. В 1995 году она заочно окончила факультет статистики, учёта и экономического анализа Санкт-Петербургского университета экономики и финансов им. Н. А. Вознесенского. С 1996 года работала в Североморском отделении Мурманского банка Сбербанка России: сначала контролёром подмены, позже начальником сектора обслуживания юридических лиц и бюджета с функционалом заместителя руководителя офиса. В 2012 году перешла в ВТБ и стала директором операционного офиса «Североморский» (до 2018 года).
В 2015 году Татьяна Сахарова (к тому времени она сменила фамилию в связи с замужеством) была избрана от партии «Единая Россия» в городской Совет депутатов. В 2018 году она стала заместителем председателя на постоянной основе. В декабре 2019 года возглавила региональный исполнительный комитет мурманского отделения «Единой России», одновременно была членом президиума регионального политсовета и заместителем секретаря мурманского отделения. В 2020 году Сахарова была переизбрана в городской Совет и вновь стала вице-спикером, но уже не на постоянной основе.
19 сентября 2021 года Сахарову избрали депутатом Мурманской областной думы VII созыва от «Единой России» (она баллотировалась под вторым номером в списке). 7 октября того же года она стала сенатором — представителем от Мурманской областной думы в Совете Федерации. Сахарова заняла пост заместителя председателя Комитета по аграрно-продовольственной политике и природопользованию. 
Умерла 4 июня 2025 года на 52-м году жизни от продолжительного онкологического заболевания. Церемония прощания состоялась в ЦКБ в Москве, отпевания — в храме святого великомученика и Победоносца Георгия в Пятигорске, на родине её отца. По желанию близких Татьяна Сахарова похоронена на Краснослободском кладбище в Пятигорске, рядом с могилой её бабушки. 
Была награждена медалью и грамотой Президента Российской Федерации «За бескорыстный вклад в организацию общероссийской акции взаимопомощи „#МыВместе“», медалью Министерства обороны Российской Федерации «За укрепление боевого содружества».